# Princesse Brambilla
Pour les articles homonymes, voir Brambilla.
Princesse Brambilla. Un caprice dans la manière de Jacques Callot (titre original en allemand, Prinzessin Brambilla. Ein Capriccio nach Jakob Callot) est un roman allemand paru en 1820 à Berlin. Œuvre de l'écrivain romantique Ernst Theodor Amadeus Hoffmann, il tire son inspiration de huit gravures de Jacques Callot intitulées les Balli di Sfessania.
Le caprice (capriccio en italien) désigne à l'origine une forme picturale créée en 1617 par Jacques Callot pour Cosme II de Médicis, qu'il intitule Capriccii di varie figure; elle représente des éléments architecturaux disposés de manière très libre et fantaisiste. Le terme est également courant en musique pour évoquer une série d'improvisations et dans la critique littéraire pour exprimer la liberté prise par l'écrivain humoristique.
L'ouvrage fait également référence aux comédies de Carlo Gozzi, en particulier L'Amour des trois oranges, qui étaient particulièrement goûtées des romantiques allemands.

## Résumé
Le roman se déroule à Rome au XVIIIe siècle pendant le carnaval, moment où l'ordre est temporairement suspendu et où les identités se confondent sous les masques. Dans le premier chapitre, Giglio Fava, un médiocre comédien, joue le rôle du prince Taer dans la pièce de Gozzi, Le Monstre turquin, et raconte un rêve dans lequel une princesse lui déclarait sa flamme. Sa fiancée, cependant, Giacinta Soarti, une jolie couturière, se lamente sur sa pauvreté, alors qu'elle est en train de mettre la main à une robe magnifique destinée à un client inconnu. Obsédés l'un et l'autre par des rêves romantiques, leur vive imagination les amène à confondre leurs fantaisies avec la réalité. Ils en viennent ainsi à assumer une seconde vie, sous la forme de la princesse Brambilla et de son amant le prince assyrien Cornelio Chiapperi, aidés en cela par la magie du charlatan Celionati, qui donne en outre à Giglio une leçon de comédie, corrigeant son jeu pompeux et déclamatoire, que sa vanité l'empêchait de voir. Sous son influence, de même, Giglio et Giacinta s'éprennent respectivement de la princesse Brambilla et du prince assyrien Cornelio.
Grâce à Celionati, le jeu de Giglio s'est grandement amélioré. Toutefois, l'abbé Chiari, concurrent de Gozzi, décrit comme un auteur de pièces indigestes, persuade Giglio de se méfier de Celionati. Retombant sous son influence dans son ancienne vanité, il se rend au palais Pistoia, vêtu en prince, à la recherche de la princesse Brambilla. Toutefois, il est arrêté et enfermé dans une cage à une fenêtre du palais comme « écervelé » (Gelbschnabel en allemand, qui désigne aussi bien un oiselet qu'un nigaud).
Leur histoire se confond au chapitre 3 avec le récit de l'histoire du roi Ophioch et de la reine Liris, dans le royaume d'Urdar, qui, comme dans Le Vase d'or, renvoie au mythe romantique de l'harmonie originelle de l'homme avec la nature; après leur mort, Urdar tombe entre les mains des philosophes, allusion à l'Aufklärung, honnie des romantiques, dont le rationalisme ne permet plus aux habitants de comprendre le langage de la princesse Mystilis, leur fille, incarnation de la poésie. Trompée par un imposteur, celle-ci est enfermée sous la forme d'une minuscule poupée de porcelaine. Les dames de la cour réalisent un filet dans lequel elles prennent un oiseau criard, en qui Giglio se reconnaît.
Quand la transformation opérée par Celionati est complète, Giglio et Giacinta sont transportés à Urdar, regardent dans le lac, dans lequel ils se voient pour la première fois tels qu'ils sont en fait ; ils éclatent de rire et s'embrassent. Mystilis renaît alors d'un lotus sous la forme d'une géante, les pieds sur le sol maternel et la tête dans les cieux, incarnation du triomphe de la poésie.
À la fin, Giglio et Giacinta, à présent l'un et l'autre comédiens, connaissent le bonheur domestique et la prospérité, grâce à Celionati, qui se révèle finalement être le prince Bastianello di Pistoia.